# Hoe mijn keurige ouders in de bak belandden
Hoe mijn keurige ouders in de bak belandden is een Nederlandse televisieserie van KRO-NCRV dat uitgezonden werd op NPO 3. De serie werd geregisseerd door Johan Timmers en ging op zondag 28 maart 2021 van start.

## Verhaal
De serie volgt de familie Winkelman bestaande uit vader Daniël en moeder Kim die samen met hun pubers Lizzy en Max en hun bijna-tiener Lou een perfect gezin vormen. Maar de bom barst al snel als Daniël aankondigt om te willen gaan scheiden. Kim probeert met man en macht hun huwelijk te redden, maar voor Daniël hoeft het al niet meer.
Dit zorgt voor extra wrijving tussen de twee, waardoor de wederzijdse beschuldigingen bij elkaar om de oren vliegen en steeds valser worden. Het loopt zo uit de hand dat de twee in een ordinaire vechtscheiding belanden en hun kinderen totaal uit het oog verliezen. De kinderen zetten samen alles op alles om de strijd van hun ouders te stoppen.

## Rolverdeling
| acteur             | personage        |
| ------------------ | ---------------- |
| Guy Clemens        | Daniël Winkelman |
| Anniek Pheifer     | Kim Winkelman    |
| Louise Radder      | Lizzy Winkelman  |
| Mingus Claessen    | Max Winkelman    |
| Rebecca de Nooijer | Lou Winkelman    |
| Marlies Heuer      | Margot Winkelman |
| Han Römer          | Egbert Winkelman |
| Noa Farinum        | Sofie            |
| Murth Mossel       | Marlon           |
| Rami Kooti Arab    | Sabir            |
| Tina de Bruin      | Solane           |
| Mirre Licht        | Natalia          |
| Meral Polat        | Hanna Aydin      |
| Loek Peters        | Marcel           |
| Tijn Docter        | PJ               |
| Irma Hartog        | advocate Hofman  |
| Jacqueline Blom    | advocate Bakels  |
| Bert Hana          | taxateur         |
| Anouk Maas         | Ilonka           |
| Whitney Sawyer     | Noa              |
| Esther Drenthe     | voorzitter       |
| Margôt Ros         | Mariet           |
| Mohammed Chaara    | arts             |

## Achtergrond
De jeugdserie bestaat uit zes afleveringen en werd geregisseerd door Johan Timmers en geschreven door Anjali Taneja en Liesbeth Strik. De muziek in de serie werd verzorgd door Arno Krabman en Herman Witkam. Hoe mijn keurige ouders in de bak belandden ging op zondagavond 28 maart 2021 in première op televisiezender NPO 3 tijdens het NPO Zapp blok als onderdeel van omroep KRO-NCRV.